# Bineta Diouf
Bineta Diouf (Rufisque, 13 novembre 1978) è un'ex cestista senegalese.

## Carriera
Con il Senegal ha disputato i Giochi olimpici di Sydney 2000 e due edizioni dei Campionati mondiali (2002, 2010).